# Single numer jeden w roku 2015 (USA)

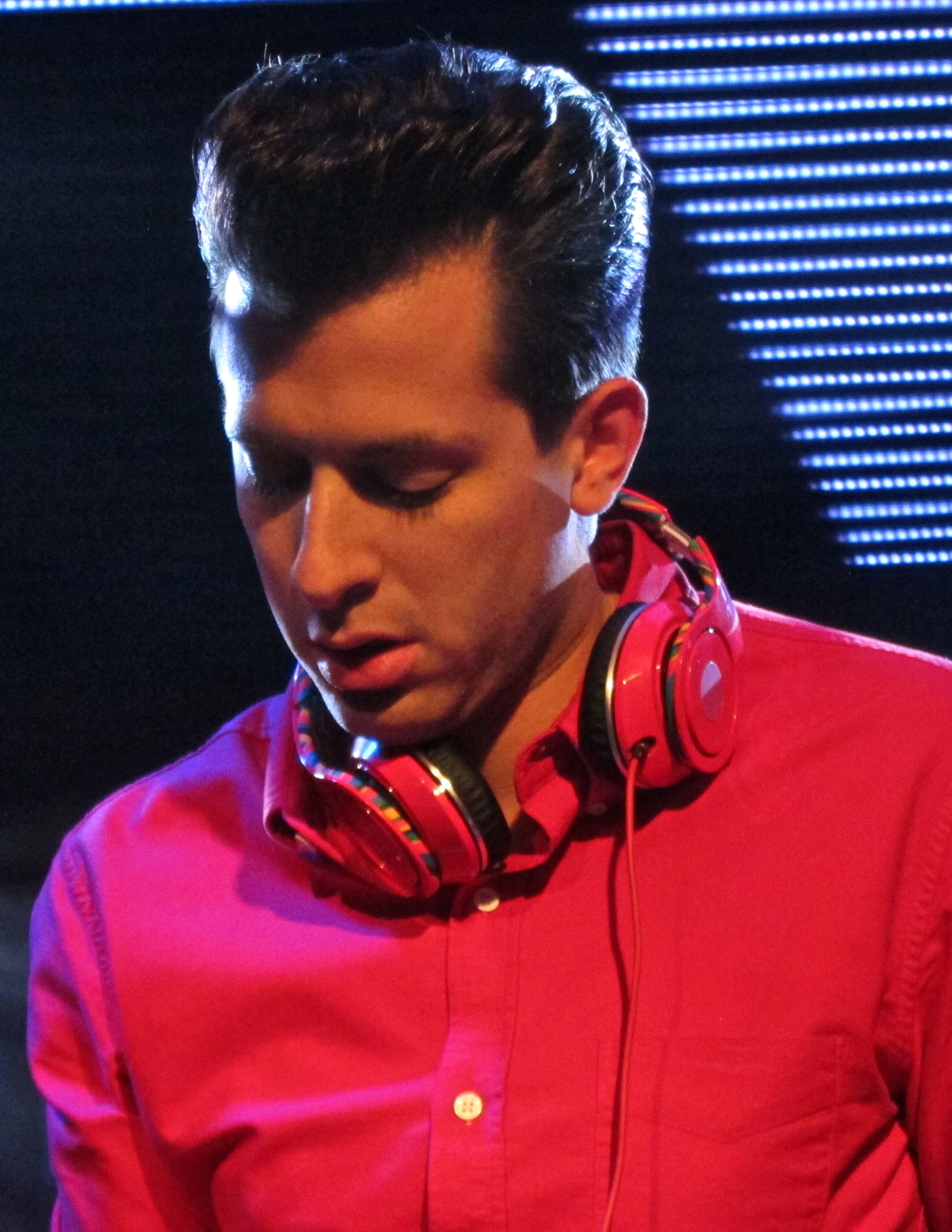
Singel angielskiego producenta muzycznego Marka Ronsona z gościnnym udziałem Bruno Marsa, zatytułowany „Uptown Funk” utrzymywał się na pierwszym miejscu przez czternaście tygodni, co jest drugim najwyższym wynikiem w historii notowania Billboard Hot 100

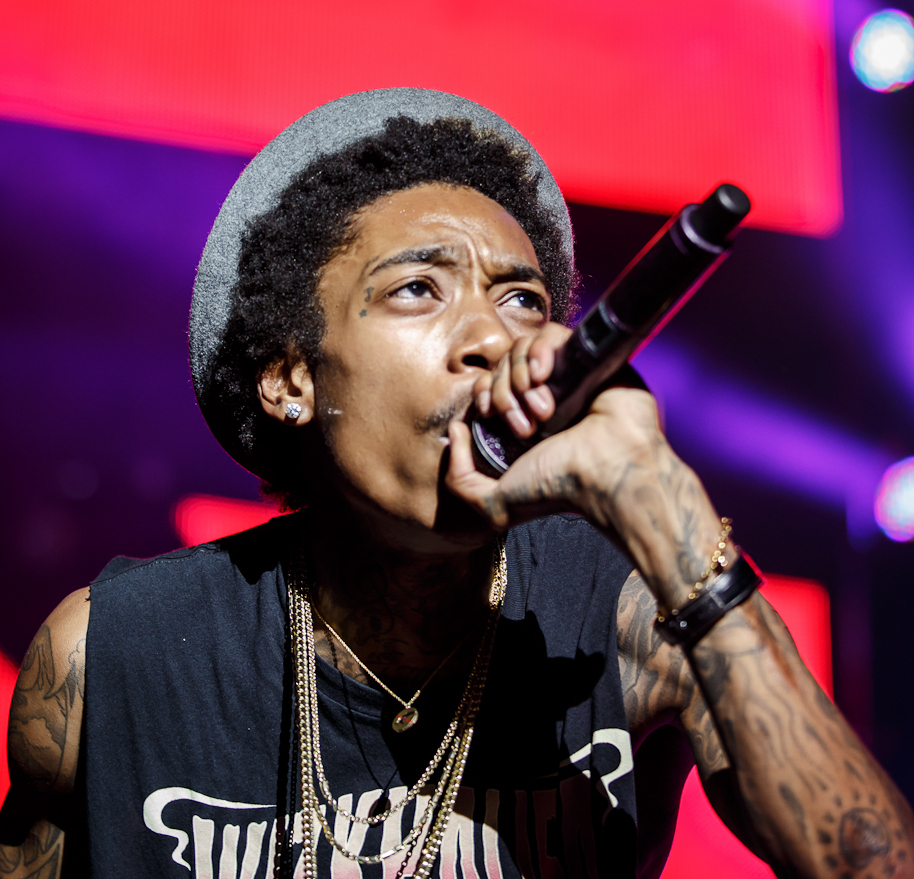
Singel Wiz Khalify z gościnnym udziałem Charlie Putha, zatytułowany „See You Again” utrzymywał się na pierwszym miejscu listy przez dwanaście tygodni

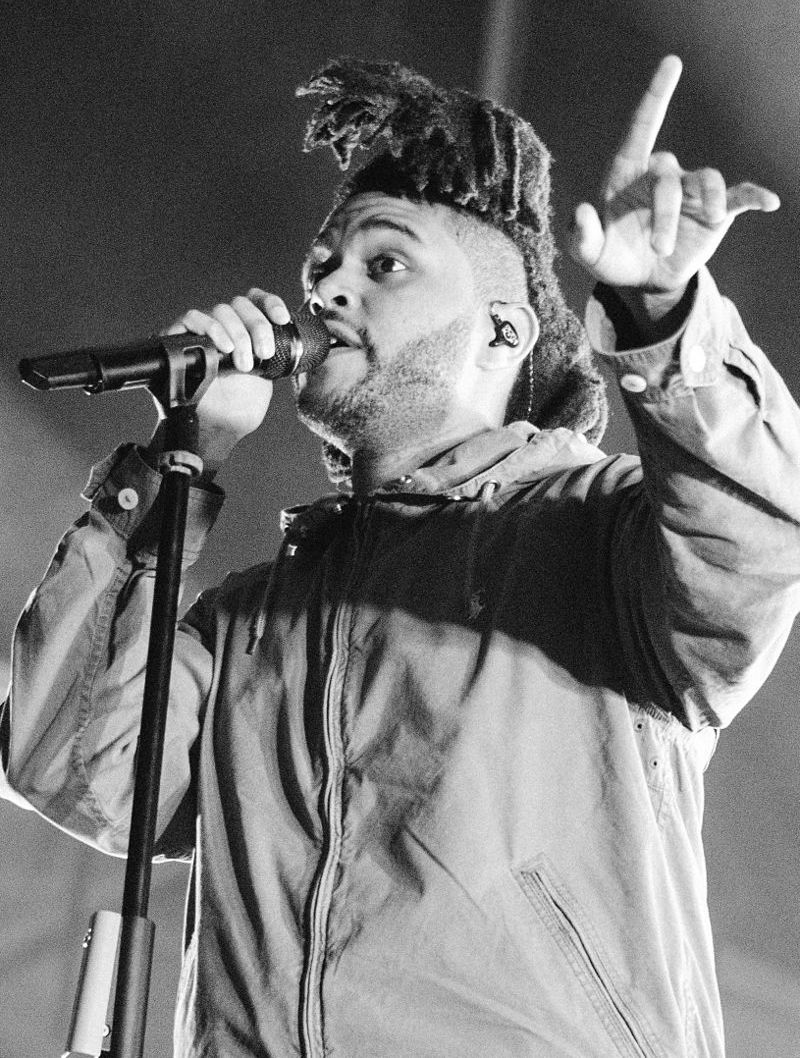
Kanadyjski piosenkarz The Weeknd zamieścił na liście Billboard swoje pierwsze dwa single: „Can’t Feel My Face” oraz „The Hills”. W sumie oba single zajmowały miejsce pierwsze przez dziewięć tygodni

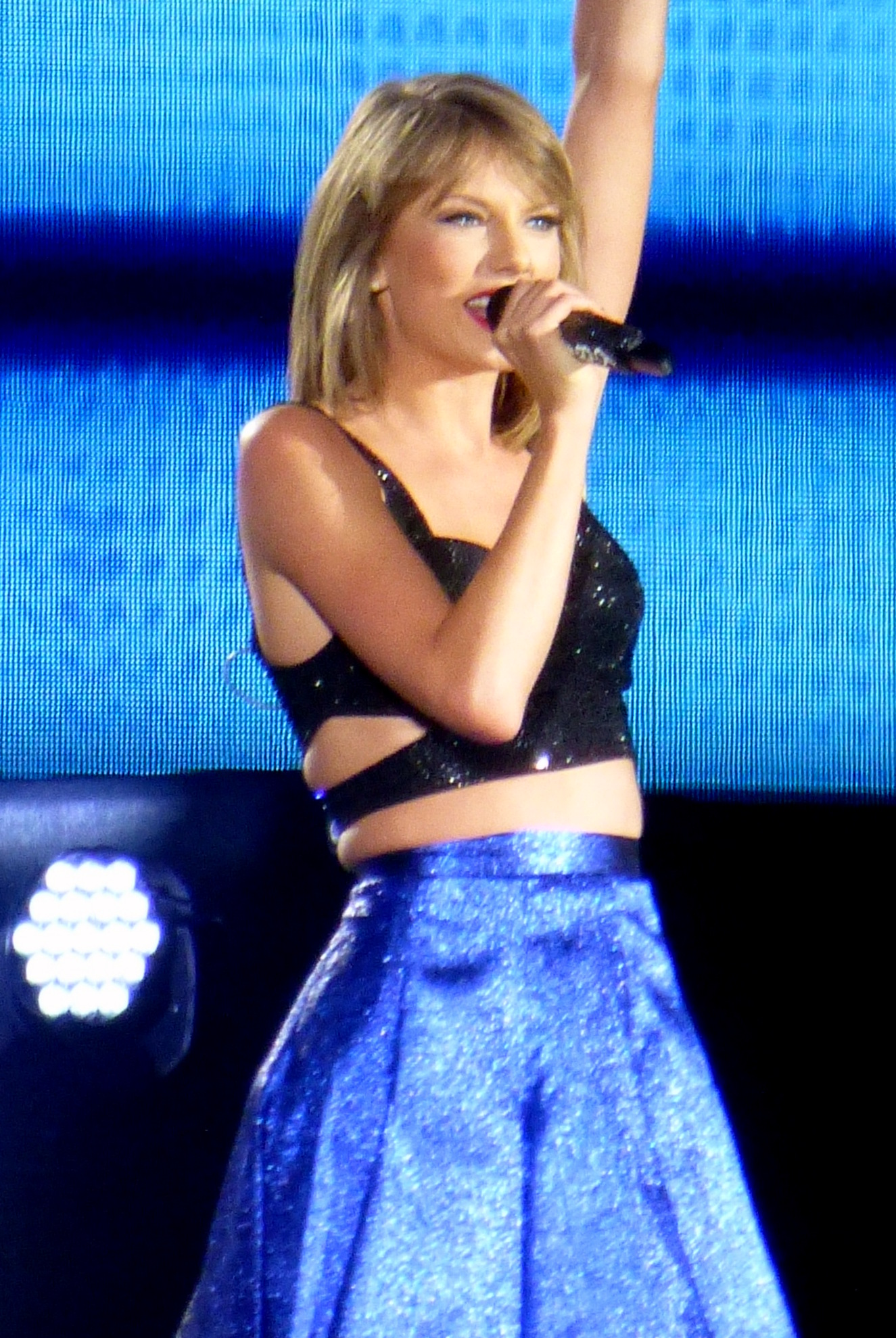
W 2015 roku Taylor Swift umieściła dwa swoje single na pierwszym miejscu amerykańskiej listy. Były to „Blank Space” oraz zaśpiewany w duecie z raperem Kendrickiem Lamarem „Bad Blood”

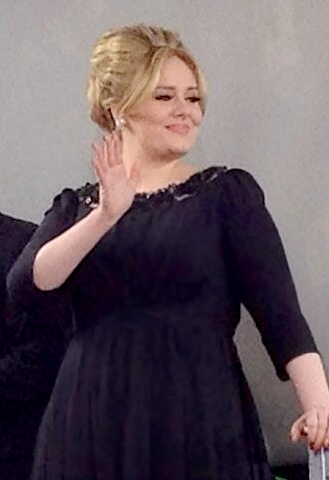
Singel brytyjskiej piosenkarki Adele zatytułowany „Hello” w roku 2015 utrzymywał się na pierwszym miejscu przez siedem tygodni. Jest to jej czwarty singel numer jeden

Notowanie Hot 100 przedstawia najlepiej sprzedające się single w Stanach Zjednoczonych. Publikowane jest ono przez tygodnik Billboard, a dane kompletowane są przez Nielsen SoundScan w oparciu o cotygodniowe wyniki sprzedaży cyfrowej oraz fizycznej singli, a także częstotliwość emitowania piosenek na antenach stacji radiowych.
W 2015 roku dziewięć singli różnych artystów osiągnęły szczyt amerykańskiego notowania Billboard, licząc z singlem Taylor Swift pt. „Blank Space”, który już w pod koniec 2014 roku znalazł się na pierwszym miejscu listy. Dwoje artystów – Taylor Swift oraz The Weeknd umieścili na miejscu pierwszym po dwa single. Najdłużej utrzymującym się na szczycie singlem był utwór „Uptown Funk” Marka Ronsona i Bruno Marsa, który w sumie zajmował miejsce pierwsze przez czternaście tygodni. Ten właśnie singel zajął miejsce pierwsze w podsumowaniu rocznym listy Billboard Hot 100.

## Historia notowania
| Data publikacji | Piosenka             | Artysta                          | Źródło |
| --------------- | -------------------- | -------------------------------- | ------ |
| 3 stycznia      | „Blank Space”        | Taylor Swift                     | [ 3 ]  |
| 10 stycznia     | „Blank Space”        | Taylor Swift                     | [ 4 ]  |
| 17 stycznia     | „Uptown Funk”        | Mark Ronson oraz Bruno Mars      | [ 5 ]  |
| 24 stycznia     | „Uptown Funk”        | Mark Ronson oraz Bruno Mars      | [ 6 ]  |
| 31 stycznia     | „Uptown Funk”        | Mark Ronson oraz Bruno Mars      | [ 7 ]  |
| 7 lutego        | „Uptown Funk”        | Mark Ronson oraz Bruno Mars      | [ 8 ]  |
| 14 lutego       | „Uptown Funk”        | Mark Ronson oraz Bruno Mars      | [ 9 ]  |
| 21 lutego       | „Uptown Funk”        | Mark Ronson oraz Bruno Mars      | [ 10 ] |
| 28 lutego       | „Uptown Funk”        | Mark Ronson oraz Bruno Mars      | [ 11 ] |
| 7 marca         | „Uptown Funk”        | Mark Ronson oraz Bruno Mars      | [ 12 ] |
| 14 marca        | „Uptown Funk”        | Mark Ronson oraz Bruno Mars      | [ 13 ] |
| 21 marca        | „Uptown Funk”        | Mark Ronson oraz Bruno Mars      | [ 14 ] |
| 28 marca        | „Uptown Funk”        | Mark Ronson oraz Bruno Mars      | [ 15 ] |
| 4 kwietnia      | „Uptown Funk”        | Mark Ronson oraz Bruno Mars      | [ 16 ] |
| 11 kwietnia     | „Uptown Funk”        | Mark Ronson oraz Bruno Mars      | [ 17 ] |
| 18 kwietnia     | „Uptown Funk”        | Mark Ronson oraz Bruno Mars      | [ 18 ] |
| 25 kwietnia     | „See You Again”      | Wiz Khalifa oraz Charlie Puth    | [ 19 ] |
| 2 maja          | „See You Again”      | Wiz Khalifa oraz Charlie Puth    | [ 20 ] |
| 9 maja          | „See You Again”      | Wiz Khalifa oraz Charlie Puth    | [ 21 ] |
| 16 maja         | „See You Again”      | Wiz Khalifa oraz Charlie Puth    | [ 22 ] |
| 23 maja         | „See You Again”      | Wiz Khalifa oraz Charlie Puth    | [ 23 ] |
| 30 maja         | „See You Again”      | Wiz Khalifa oraz Charlie Puth    | [ 24 ] |
| 6 czerwca       | „Bad Blood”          | Taylor Swift oraz Kendrick Lamar | [ 25 ] |
| 13 czerwca      | „See You Again”      | Wiz Khalifa oraz Charlie Puth    | [ 26 ] |
| 20 czerwca      | „See You Again”      | Wiz Khalifa oraz Charlie Puth    | [ 27 ] |
| 27 czerwca      | „See You Again”      | Wiz Khalifa oraz Charlie Puth    | [ 28 ] |
| 4 lipca         | „See You Again”      | Wiz Khalifa oraz Charlie Puth    | [ 29 ] |
| 11 lipca        | „See You Again”      | Wiz Khalifa oraz Charlie Puth    | [ 30 ] |
| 18 lipca        | „See You Again”      | Wiz Khalifa oraz Charlie Puth    | [ 31 ] |
| 25 lipca        | „Cheerleader”        | Omi                              | [ 32 ] |
| 1 sierpnia      | „Cheerleader”        | Omi                              | [ 33 ] |
| 8 sierpnia      | „Cheerleader”        | Omi                              | [ 34 ] |
| 15 sierpnia     | „Cheerleader”        | Omi                              | [ 35 ] |
| 22 sierpnia     | „Can't Feel My Face” | The Weeknd                       | [ 36 ] |
| 29 sierpnia     | „Cheerleader”        | Omi                              | [ 32 ] |
| 5 września      | „Cheerleader”        | Omi                              | [ 33 ] |
| 12 września     | „Can’t Feel My Face” | The Weeknd                       | [ 37 ] |
| 19 września     | „What Do You Mean?”  | Justin Bieber                    | [ 38 ] |
| 26 września     | „Can’t Feel My Face” | The Weeknd                       | [ 39 ] |
| 3 października  | „The Hills”          | The Weeknd                       | [ 40 ] |
| 10 października | „The Hills”          | The Weeknd                       | [ 41 ] |
| 17 października | „The Hills”          | The Weeknd                       | [ 42 ] |
| 24 października | „The Hills”          | The Weeknd                       | [ 43 ] |
| 31 października | „The Hills”          | The Weeknd                       | [ 44 ] |
| 7 listopada     | „The Hills”          | The Weeknd                       | [ 45 ] |
| 14 listopada    | „Hello”              | Adele                            | [ 46 ] |
| 21 listopada    | „Hello”              | Adele                            | [ 47 ] |
| 28 listopada    | „Hello”              | Adele                            | [ 48 ] |
| 5 grudnia       | „Hello”              | Adele                            | [ 49 ] |
| 12 grudnia      | „Hello”              | Adele                            | [ 50 ] |
| 19 grudnia      | „Hello”              | Adele                            | [ 51 ] |
| 26 grudnia      | „Hello”              | Adele                            | [ 52 ] |